# ريتشارد كروسلي
ريتشارد كروسلي (بالإنجليزية: Richard Crossley)‏ (5 سبتمبر 1970 في المملكة المتحدة - ) هو لاعب كرة قدم بريطاني في مركز الدفاع. لعب مع نادي يورك سيتي وهدرسفيلد تاون.